# Olle Blohm
Olle Blohm, född 1963, är författare och bosatt i Stockholm.  
Tillsammans med Jan F Gunnarsson har Blohm skrivit böckerna Det goda värdskapet - Konsten att få människor att känna sig välkomna (2002). Boken har getts ut i flera upplagor, samt översatts till ett antal språk. Författarduon har även gett ut Den tjänande ledaren (2004), Den turkosa kostymen (2006), Det välkomnande ledarskapet (2009) samt Leda som värd (2015). 
Blohm debuterade skönlitterärt  2017 med Viaduktmannen. Boken beskrivs som "en tät kortroman om en mans fall och hans ovilja att göra något åt det, i en tid som hyllar människor som strävar och tar för sig".
2024 utkom Anette Sundström, en stilla samtidsroman från Stockholm om en kvinna som kliver ut ur skuggan av sin far.